# Eudajmonizam
Eudajmonizam - (iz grč. εὐδαίμων eudaimon – "sretan", doslovno "onaj koji ima dobroga duha")
etičko stajalište koje stavlja sreću (eudaimonia) kao najviše dobro i cilj ljudskoga života. Eudajmonizam se pojavljuje skoro isključivo u etičkim teorijama antičke Grčke. Zastupnik eudajmonizma razumije sreću drukčije od njezinog današnjeg shvaćanja: ne kao subjektivno zadovoljstvo, nego kao stanje koje čovjek postiže zbog ispravnog postupanja.
U moderno doba nastao je državni eudajmonizam koji podrazumijeva da je obveza države umnažati sreću građana.